# Peggy McCarthy
Peggy McCarthy, född den 1 mars 1956 i Urbana, Illinois, är en amerikansk roddare.
Hon tog OS-brons i åtta med styrman i samband med de olympiska roddtävlingarna 1976 i Montréal.